# Buhera mátrix
A Buhera Mátrix egy 2006-ban készült, 2007-ben bemutatott színes, magyar filmvígjáték, amit Márton István rendezett Litkai Gergely azonos című regényéből.

## Történet
A film főhőse, Geri megszerzi végre a jogosítványát, de nem figyel a körülményekre, ezért az egyik tanuló vezető elüti őt. Ezután Geri egy moziban találja magát, ahol két biztonsági őr társaságában végig nézi a filmvásznon az életét, az úttörőavatástól, a szalagavatón és a lakásproblémákon keresztül egészen az autóvezetésig.

## Alfejezetek
- Sejsze
- A vízóra
- Vezetési órák idősebbeknek és haladóknak

## Szereplők
- Bánki Gergely (Geri)
- Tóth Orsolya (Zsófi)
- Deli Dániel (kis Geri)
- Simó Fanni (kis Zsófi)
- Badár Sándor (első kopasz)
- Szabó Győző (második kopasz)
- Mucsi Zoltán (Vizes)
- Scherer Péter (Gázos)
- Magyar Attila (csapatvezető)
- Hollósi Frigyes (Tibi bá')
- Gazsó György (apa)
- Nagy Enikő (anya)
- Elek Ferenc (NBH tiszt)
- Kőhalmi Zoltán (NBH tag)
- Babicsek Bernát (doktor)
- Stefanovics Angéla (csaj)
- Spindler Béla (Kovács Béla őrnagy)
- Pásztor Erzsi (Margit néni)
- Kun Vilmos (Bandi bácsi)
- Győri Péter (Dr. Kovács, közös képviselő)
- Bede-Fazekas Szabolcs (Balogh)
- Csankó Zoltán (Árendás Lajos)
- Sztárek Andrea (Árendásné)
- Tímár Éva (Breslauer néni)
- Szirtes Gábor (vizsgabiztos)
- Tóth Zoltán (oktató)
- Hunyadkürthy György
- Góbi Rita
- Pálos Zsuzsa
- Kiss József